# Agrotis paupera
Agrotis paupera là một loài bướm đêm trong họ Noctuidae.